# Alopecurus alpestris
Alopecurus alpestris là một loài thực vật có hoa trong họ Hòa thảo. Loài này được Czerep. mô tả khoa học đầu tiên.